# 베레타 92
베레타 92(이탈리아어: Beretta 92)는 이탈리아 베레타 사의 권총이다. 1972년에 설계되었으며, 많은 변형들이 현재까지 쓰이고 있다. 미군의 제식 권총인 M9 권총으로 유명하다. 브라질의 타우러스 PT92(Taurus PT92) 권총과 중화민국의 T75, 프랑스의 PAMAS-G1 등은 이 권총의 라이센스 모델이다.
파생형으로 피카티니 레일을 추가하고 디자인을 대폭 개량한 90two가 2006년에 출시되었고, 2010년에는 92FS의 전체적 외형에 90two의 내부 디자인과 레일을 가미한 92A1(.40S&W 사용 모델은 96A1)이 출시되었다.

## 역사
베레타 92권총은 초기 베레타 디자인들에서 진화했는데, 주로 베레타 M1923와 베레타 M1951이다. M1923의 월터 P38에서 유래된 오픈 슬라이드와 합금 리시버 프레임, 그리고 로킹 블록 배럴은 M1951에 처음 쓰였었다. 그립 앵글과 전면 조준경이 슬라이드와 합쳐진 것은 초기 베레타 권총에서 또한 평범했다. 모델 92에서 아마도 제일 중요했던 고급 디자인 특징은 전 모델, 1974년 38구경 모델 84이다. 이 발전은 직접 장전 방식의 탄창을 포함했다. 또한, 1935년 브라우닝 하이-파워에서 처음 사용된 더블 스택 탄창이였다.
칼로 베레타, Giuseppe Mazzetti 그리고 빅토리오 발레, 모두 노련한 총기 디자이너들은 1975년 마지막 디자인에 기여했다.

### 발전

#### 92
1976 5월에 생산이 시작되었으며, 1983년에 중단되었다. 대략 7천 개는 처음 스텝 슬라이드 디자인 타입이였고 4만 5천 개는 두번째 스트레이트 슬라이드 디자인 타입이었다.

#### 92S
법 집행 기관들의 요구 사항을 맞추기 위해, 베레타는 베레타 92를 슬라이드에 장착된 안전 스위치와 디코킹 레버를 추가하면서, 프레임에 장착되었던 수동 안전 스위치를 대체하면서 개조했다. 이 개조된 총기는 몇몇 이탈리아 법 집행 기관들과 군 사단들에게 채택된 92S가 되었다. 탄창 분리 버튼은 당시 유럽의 관례에 따라 그립 맨 밑에 있었다. 이 모델은 1978년부더 1982년까지 생산되었다.

#### 92SB (92S-1)
92SB, 처음에 92S-1이라고 불린 이 모델은 미 공군 대회(이 모델이 이긴)를 위해 특별히 디자인된 모델이며, 공식적으로 정해진 이름은 92SB다. 추가된 기능으로는 발사 핀 블록(따라서 이름에 "B"가 추가됨), 양손잡이 안전 레버, 3점 사이트, 그리고 매거진 릴리스 캐치를 그립의 아래에서 트리거 가드의 하단으로 재배치하는 기능이 있다. 매거진 릴리스 버튼이 나중에 재배치된다는 것은 이전 모델(92 & 92S)이 두 영역에 모두 노치가 없는 한 반드시 최신 매거진을 사용할 수 없다는 것을 의미한다.
쇼트 배럴과 슬라이드, 그리고 13발의 수용성이 있는 탄창이 있는 컴팩트 버전, 92SB 컴팩트는 1981년부터 1991년까지 생산되었다.

#### 92F (92SB-F)

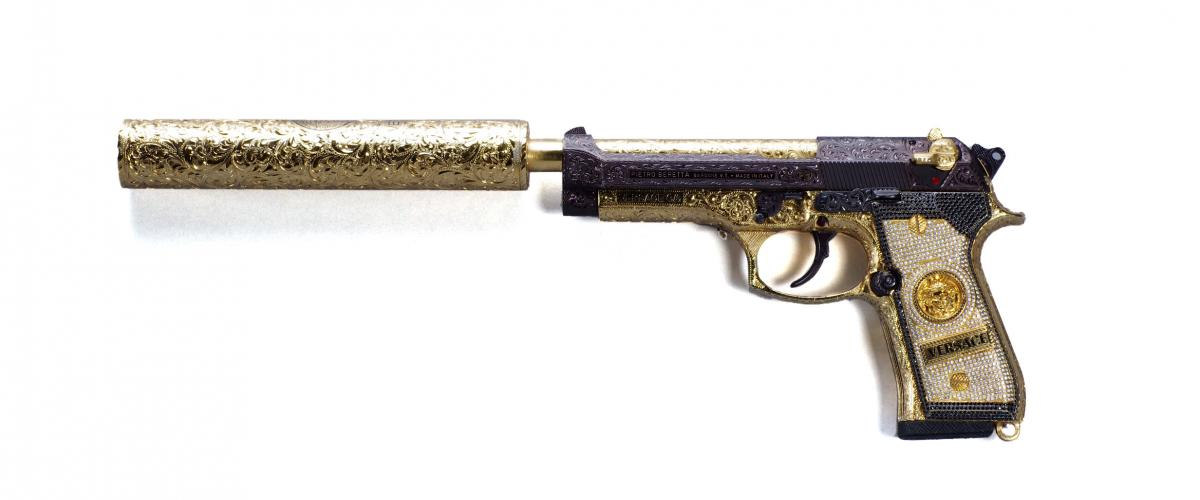
금으로 도금되고, 다이아몬드가 박힌 Joaquín "El Chapo" Guzmán의 은신처에서 나온, 맞는 소음기가 장착된 9mm 베레타 92F. (출처: Drug Enforcement Administration Museum and Visitors Center)

1984년, 베레타는 92SB-F를 만들기 위한 살짝 개량된 92SB를 소개한다.("F"는 미국 정부 테스팅의 통과를 나타내기 위한 것이다). 이 총은 이러한 변화가 생겼다:
- 모든 부품의 디자인을 100% 상호 호환이 가능하게 바꾸어 대규모 정부 조직의 유지보수를 단순화했다.
- 방아쇠 가드 앞부분을 사각형으로 잘라내었다. 네모난 방아쇠 가드는 근접전 동안 총과 사수를 모두 보호한다.[7] 몇몇 사람들은 사각 가드가 사격수가 조준을 강화하기 위해 지지용 집게손가락으로 방아쇠 가드의 앞쪽을 잡을 수 있게 한다고 주장하지만, 총기 훈련사이자 베레타 협업자인 어니스트 랭던은 방아쇠 가드의 앞쪽을 잡는 데 집게손가락을 사용하는 것은 부적절한 사격 방법이라고 말한다.[8]
- 그립 앞부분의 베이스를 조준을 보조하기 위해 다시굽혔다.
- 보어를 부식으로부터 보호하고 마모를 줄이기 위해 보어를 하드 크로메드했다.
- 슬라이드의 새로운 표면 코팅은 'Bruniton'이라 불리며, 이전의 청색 마감보다 더 나은 내식성을 제공한다고 알려져 있다.[9]:16

92FS 모델의 벡터 그래픽.

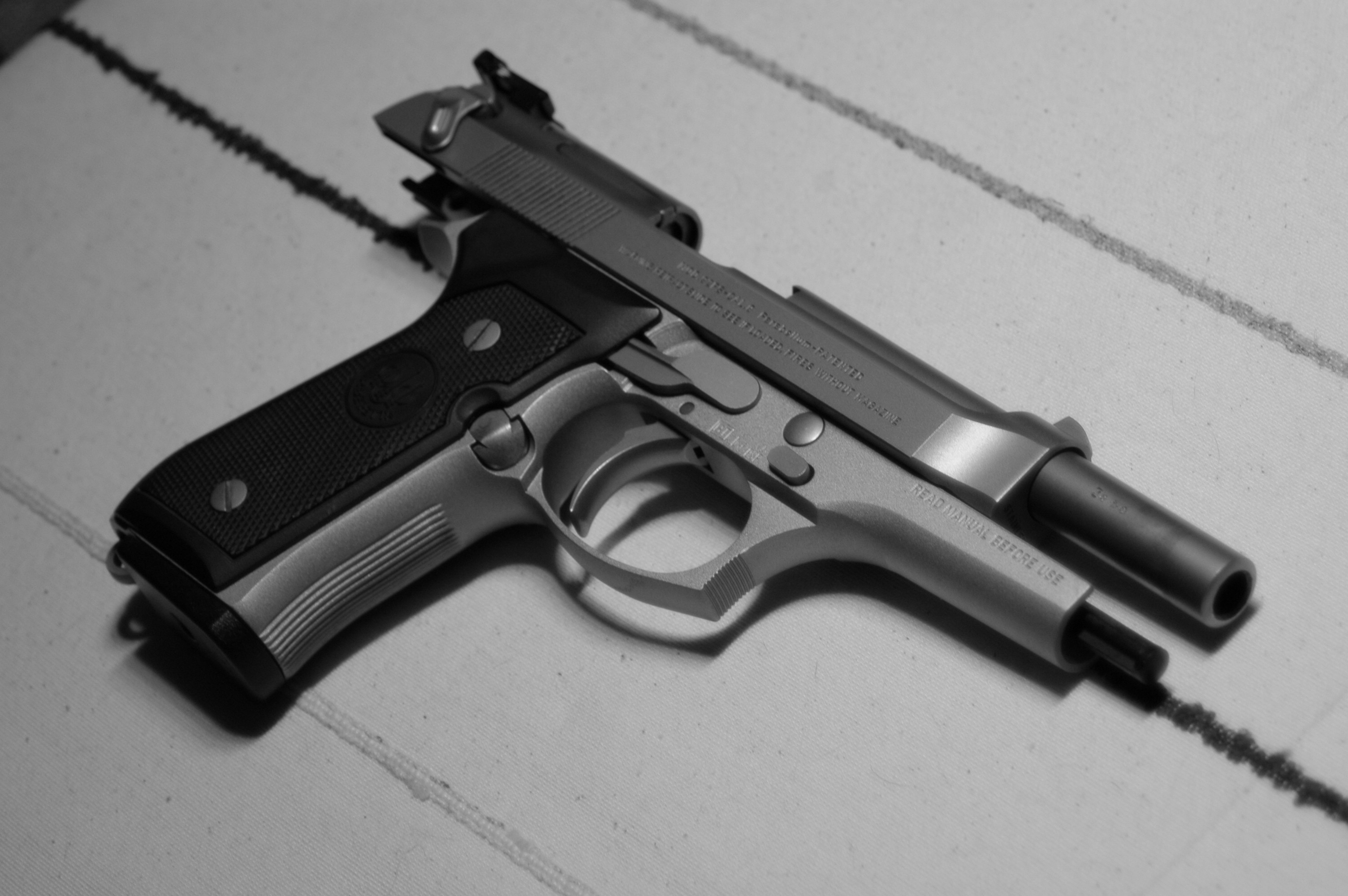
슬라이드가 후퇴되어 탄피 배출구와 배럴 매커니즘이 보이는 베레타 92FS 이녹스다.

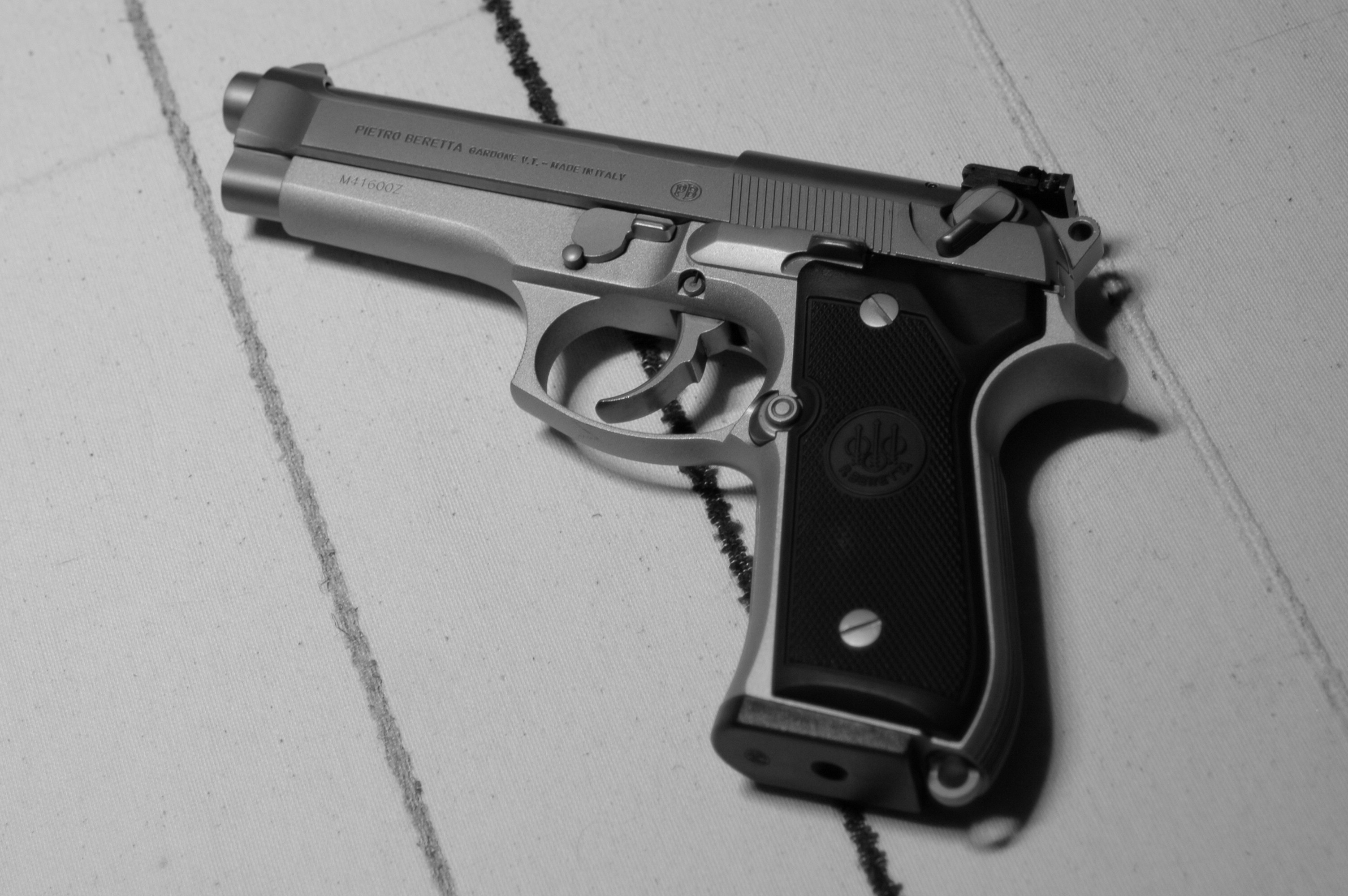
스테인리스 베레타 92FS 이녹스.

프랑스 군은 디코킹 전용 레버가 있는 개량된 92F를 PAMAS G1이라는 이름으로 도입되었다. 이 버전들은 슬라이드가 텔우리움으로 만들어졌으며, 철을 잘 부러지게 만들며 대략 6000발로 총기 수명을 줄인다.

#### 92FS
92FS에는 슬라이드 하부의 홈에 들어가는 확대된 해머 핀이 있다. 주된 목적은 슬라이드가 균열될 경우 프레임에서 후방으로 날아가는 것을 막는 것이다. 이것은 미군 시험 중에 보고된 결함 있는 슬라이드에 대한 응답이었다.
92FS는 또한 92FS 센추리온 모델로 출시되었으며 풀사이즈 92FS 프레임에 92 컴팩트보다 짧은 배럴과 슬라이드를 갖고 있다.

## 같이 보기
- M9 권총
- 발터 38호 권총 - M92의 작동 방식에 영향을 준 권총
- 브라우닝 하이파워 - 벨기에 FN사에서 생산 존브라우닝이 설계 13발 9mm 반자동 권총[1]
- M1911 권총 - 미국과 한국의 80년대 제식권총. 미국산 45구경 7발 자동권총. 브라우닝이 1911년에 설계.
- K5 권총 - 한국의 현재 제식권총. 한국산 9mm 12발 자동권총
- SIG P226
- 글록 17
- 헤클러운트코흐 범용 반자동권총